# Mario Nudi
Mario Nudi (Roma, 17 luglio 1912 – Dongo, 28 aprile 1945) è stato un militare e poliziotto italiano.
Negli ultimi giorni della Repubblica Sociale Italiana assunse il comando della scorta personale di Mussolini, la cosiddetta presidenziale.

## Biografia
Prese parte alla guerra d'Etiopia nello stesso battaglione di Indro Montanelli il quale lo descrisse come "un bell'atleta semplice e coraggioso". Rientrato in Italia lavora presso la Confederazione Fascista degli Agricoltori. Nudi divenne successivamente nel 1940 Sottocapomanipolo della Milizia Volontaria per la Sicurezza Nazionale e "Moschettiere del Duce".
Dopo l'Armistizio dell'8 settembre 1943 si sposta al nord seguendo il trasferimento degli uffici della Confederazione e aderisce alla Repubblica Socviale Italiana con il grado di capitano dell'VIII Brigata Nera "Aldo Resega" e il 28 ottobre 1944 è trasferito alla Polizia Repubblicana, fu poi nominato questore e assunse il comando della scorta di Mussolini al posto di Emilio Bigazzi Capanni, la cosiddetta presidenziale.
Addetto alla scorta del Duce, nei giorni concitati di fine aprile 1945 a Como ne diventa anche autista dopo il dileguarsi dei due uomini che svolgevano precedentemente questo incarico, i marescialli Angelo Assi e Giuseppe Cesarotti il 26 aprile 1945 a Como. Preso prigioniero dalla 52ª Brigata Garibaldi "Luigi Clerici", fu fucilato a Dongo insieme ad altri gerarchi fascisti.